# Ketzalkóatl

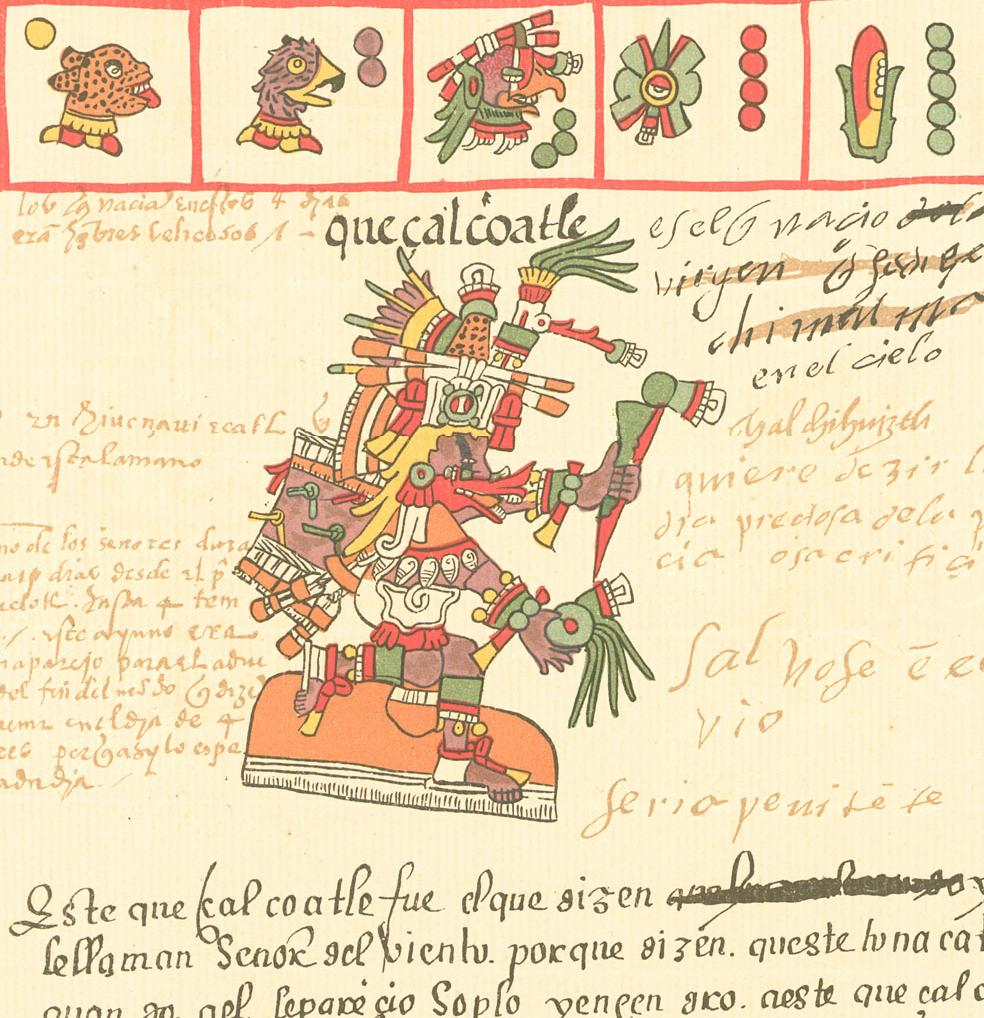
Ketzalkóatl a Telleriano-Remensis kódexben

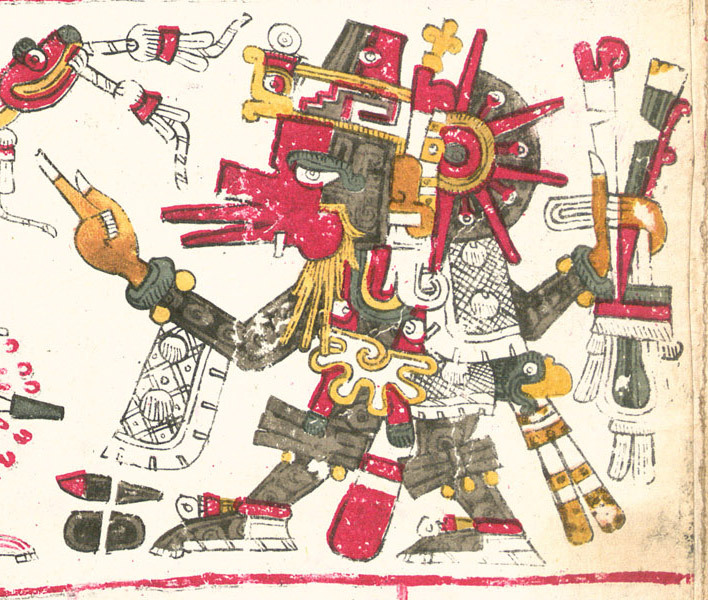
Ketzalkóatl a Borgia-kódexben

Ketzalkóatl (mai azték névírással Quetzalcóatl, magyarul: Tollaskígyó), az azték mitológiában a tudás és tanulás istene, az első istenpár harmadszülött fia. Sok megjelenési formája volt, de legfontosabb jelentéseként a természet erejét szimbolizálta: az összetekeredett tollas kígyó felemelkedik a földről, farka vizet ér, vihart és port kavar, mielőtt esőt hozna. Ő volt az emberiség teremtője, továbbá a Nyugat (égtáj) ura, egy megjelenése a Vénusz hajnalcsillag volt. Ikertestvére Xolotl, a balszerencse istene.
Az azték teremtésmítoszban a világ első korában megelégelte Tezcatlipoca hatalmát, és letaszította őt az égből. A második korban ő lett a nap, de ezúttal Tezcatlipoca döntötte meg az ő uralmát. A harmadkornak is ő vetett véget, amikor nagy esőt küldött a Földre, az ötödkorban pedig, miután az istenek megállapodtak, és elindították a Napot, ő teremtette meg az embereket a korábbi generációk csontjaiból.
Ő állt a Nappal a legközelebbi kapcsolatban; neki köszönték az aztékok a tudományokat, a jó erkölcsöt, a bölcs törvényeket. Ő nem kívánt emberáldozatokat, oltárára virágokat és gyümölcsöket hordtak. Az embernek a mezőgazdaságot és az írás tudományát adományozta. A legenda szerint csodatételei miatt nem fért össze a többi istennel, ezért távoznia kellett közülük, és keletre menekült. Az aztékok sokáig visszavárták, de mivel nem akarták elveszíteni a többi isten kegyeit, inkább nekik hódoltak. Ketzalkóatl tisztelete mégis megmaradt; főleg a kereskedők voltak azok, akik igazi istenüknek továbbra is a Tollaskígyót tisztelték.
Korábban valószínűleg a tolték mitológia főistene lehetett; tiszteletét tőlük vették át az aztékok. A száműzetés mítosza egyes elképzelések szerint onnan ered, hogy a toltékok egyik királya maga is felvette a Ketzalkóatl nevet, és akkor még senki nem sejtette, hogy ezzel egy félezer évvel későbbi birodalom bukásához járul hozzá. A jóságos uralkodót ugyanis papjai elűzték, és ő híveivel elhajózott keletnek, de megígérte, hogy egy napon visszatér. A hódító spanyolok alapvetően azért ütköztek viszonylag kevés ellenállásba, mert az aztékok babonás félelemmel hitték, a Tollaskígyó tért vissza, hogy visszakövetelje trónját – és egyúttal azt is, hogy elérkezett a világ ötödik korszakának vége. Mindezt jelentősen elősegítette, hogy a Tollaskígyót gyakran ábrázolták szakállas, fehér bőrű embernek.